# Tetranychus megauncinatus
Tetranychus megauncinatus är en spindeldjursart som beskrevs av Fabiola Feres och Flechtmann 1986. Tetranychus megauncinatus ingår i släktet Tetranychus och familjen Tetranychidae. Inga underarter finns listade i Catalogue of Life.